# Hatakaze
Lo Hatakaze (旗風? lett. "Vento che agita la bandiera"), sino al 1º agosto 1928 denominato 9-Gō kuchikukan (第9駆逐艦? lett. "cacciatorpediniere Numero 9"), è stato un cacciatorpediniere della Marina imperiale giapponese, quinta unità della classe Kamikaze. Fu varato nel marzo 1924 dal cantiere navale dell'arsenale di Maizuru.
Membro della 5ª Divisione cacciatorpediniere, tra il dicembre 1941 e il marzo 1942 operò in supporto allo sbarco nipponico ad Aparri su Luzon e ad alcune azioni nella campagna delle Indie orientali olandesi, compresa la battaglia dello Stretto della Sonda. A partire dalla primavera stessa passò a compiti di scorta, vigilanza e pattugliamento dapprima nell'Oceano Indiano, poi nelle acque della baia di Tokyo e dell'arsenale di Yokosuka; fu anche assegnato alla difesa di alcuni convogli diretti alla grande base di Truk o a quella avanzata di Rabaul. All'inizio del 1943 rimase però gravemente danneggiato per un'esplosione accidentale e poté riprendere servizio solo in settembre con dotazione contraerea e antisommergibile aumentata. Al principio del 1945 condusse un convoglio a Takao (Formosa) e lì fu sorpreso, il 15 gennaio, da una pesante incursione aeronavale statunitense che ne causò l'affondamento.

## Servizio operativo

### Costruzione
Il cacciatorpediniere Hatakaze fu ordinato nell'anno fiscale edito dal governo giapponese nel 1920, inizialmente indicato come "cacciatorpediniere Numero 9" (in lingua giapponese 9-Gō kuchikukan). La sua chiglia fu impostata nel cantiere navale dell'arsenale di Maizuru il 3 luglio 1923 e il varo avvenne il 15 marzo 1924; fu completato il 30 agosto dello stesso anno e il 1º agosto 1928 assunse il suo nome definitivo, avendo la Marina imperiale abbandonato alla data il sistema di nomenclatura del naviglio leggero con soli numeri.

### 1941-1942
Tra il 1940 e il 1941 lo Hatakaze, allora al comando del capitano di corvetta Atsuo Iritono, fu assegnato alla 5ª Divisione cacciatorpediniere con i gemelli Asakaze (nave ammiraglia), Harukaze e Matsukaze; la divisione dipendeva dalla 5ª Squadriglia che a sua volta era agli ordini della 3ª Flotta. Il 26 novembre 1941 il Matsukaze e il resto dello squadrone lasciarono lo Stretto di Terashima, sulla costa settentrionale di Kyūshū, e tre giorni dopo si fermarono alla base militare di Mako nelle Pescadores in vista delle imminenti operazioni nel Sud-est asiatico. Il 7 dicembre salpò con il gruppo di invasione incaricato di sbarcare ad Aparri: l'operazione avvenne con successo il 10 dicembre. Il 22 lo Hatakaze e i gemelli furono presenti all'importante sbarco nel Golfo di Lingayen, che riuscì senza troppe difficoltà; fu pertanto inviato all'Isola di Formosa e dal 31 dicembre al 18 gennaio 1942 rimase impegnato nella difesa di alcuni convogli carichi di truppe che sbarcavano a Singora; il 10 gennaio collaborò con il Fubuki e l'Asakaze nel recuperare i naufraghi dell''Akita Maru, colato a picco da un sommergibile. Riunitosi al resto della 5ª Squadriglia, tra il 2 e l'8 febbraio lo seguì nella scorta a un ennesimo convoglio che si fermò alla baia di Cam Ranh e, dopo la metà del mese, l'Hatakaze e il resto della divisione furono integrati nello schermo difensivo del gruppo occidentale d'invasione per Giava. Tale assembramento iniziò a sbarcare nella notte tra 28 febbraio e il 1º marzo, ma fu disturbato dalla fuga degli incrociatori USS Houston e HMAS Perth australiano: scoppiò una breve ma violenta battaglia, durante la quale l'Hatakaze lanciò alcuni siluri che contribuirono a fermare e affondare le due navi. Giava fu conquistata il 9 marzo e il giorno dopo la 5ª Squadriglia fu sciolta; il cacciatorpediniere e le unità gregarie passarono sotto il comando dell'appena costituita 1ª Flotta di spedizione del sud, una delle componenti della Flotta dell'Area sud-occidentale. Dopo aver accompagnato un convoglio da Giava a Singapore (10-13 marzo), l'Hatakaze fu assegnato a un ciclo di missioni di difesa a convogli di truppe diretti a Penang e Rangoon, rinforzi alla vittoriosa 15ª Armata che stava occupando la Birmania, conclusosi il 28 aprile.
Il 5 maggio fu riassegnato al 1º Distretto navale con quartier generale a Yokosuka e, quindi, il giorno seguente partì di scorta a una petroliera: le due unità arrivarono il 15 e l'Hatakaze fu sottoposto a manutenzione per alcune settimane. Da giugno a settembre rimase di pattuglia nella baia di Tokyo, contribuendo inoltre alla difesa delle navi in entrata e uscita. Verso la fine di settembre si portò a Kure e ne partì il 25 assieme alla portaerei di scorta Unyo, diretta all'importante base di Truk; la lasciò lì il 1º ottobre per continuare subito la navigazione verso Rabaul, di scorta a un convoglio, e poi in direzione delle isole Palau, alle quali accompagnò un altro gruppo di mercantili. In novembre tornò a Yokosuka e dal 24 rimase di guardia nelle acque prospicienti l'arsenale, passando tre giorni dopo al comando del capitano di corvetta Shirō Kohara. In un momento imprecisato dell'anno l'Hatakaze aveva incrementato la propria dotazione contraerea: il cannone poppiero numero 4 da 120 mm, l'apparato lanciasiluri più arretrato e le mitragliatrici da 7,7 mm furono sbarcati per fare spazio a sei o dieci cannoni Type 96 da 25 mm L/60, suddivisi in tre/cinque installazioni doppie.

### 1943-1944
Il 2 marzo 1943 l'Hatakaze fu squarciato da un'esplosione accidentale a proravia e fu costretto a un lungo periodo di inattività, durante il quale passò al comando del capitano di corvetta Seiichi Okada. Probabilmente, nel corso delle riparazioni, aggiunse altri cannoni Type 96 da 25 mm (da sette a dieci) e quattro mitragliatrici pesanti Type 93 da 13,2 mm, tutte armi su supporto singolo. Incrementò poi a circa quaranta la scorta di bombe di profondità. In conseguenza di tali interventi il dislocamento a vuoto aumentò a 1 547 tonnellate e la velocità massima passò a 35 nodi. L'Hatakaze riprese servizio il 22 settembre nella zona delle isole Ogasawara, dove espletò compiti di difesa ai convogli in transito. Il 1º marzo 1944 ebbe un nuovo comandante nella persona del tenente di vascello Chikamitsu Takayanagi e tra il 22 e il 30 accompagnò il convoglio Matsu No. 3 da Tokyo a Saipan; il servizio reso ad aprile e nella prima metà di maggio, però, non è noto. In primavera ed estate l'Hatakaze fu intensivamente utilizzato nelle scorte a gruppi di trasporti, cargo e simili: protesse il convoglio 3515 da Tateyama a Saipan (17-25 maggio) e il 4530 dall'isola a Yokosuka (31 maggio-8 giugno), poi a cavallo tra luglio e agosto difese il convoglio 4804 che da Tateyama recò rinforzi all'isola di Chichi-jima. Il 4 agosto, poco dopo aver preso il mare per fare ritorno a Tateyama, il convoglio fu attaccato da velivoli imbarcati statunitensi della Terza Flotta e l'Hatakaze fu avariato al timone da un paio di bombe scoppiate vicino allo scafo, oltre a contare qualche vittima a bordo. Non si conosce la carriera dello Hatakaze dopo essere stato rimesso in efficienza sino al 20 dicembre, quando fu riassegnato alla 31ª Squadriglia di scorta, rispondente alla 5ª Flotta. Cinque giorni più tardi, però, fu trasferito alle dirette dipendenze della Flotta Combinata che lo spostò a Moji.

### 1945: l'affondamento
Il 31 dicembre 1944 l'Hatakaze salpò dalla cittadina assieme alla vecchia portaerei Ryuho e al convoglio HI-87, destinato alla base militare di Takao a Formosa. Il viaggio non fu disturbato da attacchi aerei o sottomarini e si concluse con successo il 9 gennaio 1945. La settimana successiva, però, Takao fu bombardata da gruppi di velivoli lanciati dalle portaerei statunitensi nell'ambito della più ampia operazione Gratitude, e l'Hatakaze fu sorpreso in porto: incassò più ordigni e affondò in rada (22°37′N 120°15′E). Non è noto quante vittime ci furono tra l'equipaggio, ma il comandante Takayanagi sopravvisse e in seguito fu riassegnato al comando della nave scuola Sumire.
L'Hatakaze fu rimosso dai registri della Marina imperiale giapponese il 10 marzo 1945.